# Ophiomyia camarae
Ophiomyia camarae är en tvåvingeart som beskrevs av Spencer 1963. Ophiomyia camarae ingår i släktet Ophiomyia och familjen minerarflugor. Inga underarter finns listade i Catalogue of Life.